# Il ritorno di Tarzan
Il ritorno di Tarzan è un romanzo statunitense di Edgar Rice Burroughs scritto tra il giugno e il dicembre 1913 per la rivista New Story, e edito per la prima volta in volume nel 1915 da A. C. McClurg. È il secondo romanzo della saga letteraria di Tarzan e riprende la narrazione della storia là ove interrotta in Tarzan delle Scimmie.

## Trama
La storia ha inizio pochi giorni dopo la conclusione di Tarzan delle Scimmie, introducendo il conte e la contessa de Coude a bordo di un transatlantico di ritorno da un viaggio negli Stati Uniti d'America. Sulla stessa nave è anche Tarzan, il quale, dopo aver lasciato Jane Porter al proprio destino e aver rinunciato ai propri titoli, si ritrova privato di un vero scopo nella propria permanenza in una civiltà per lui ancora sconosciuta. Nonostante ciò, Tarzan riesce a entrare in confidenza tanto con il conte quanto con la contessa de Coude, sventando i piani di Nikolas Rokoff a discapito della coppia. Due nuovi avversari vengono proposti sul cammino dell'Uomo Scimmia: Nikolas Rokoff e il suo fido compagno Paulvitch, animati da un odio di natura politica verso il conte de Coude e, in conseguenza dell'intervento di Tarzan, anche verso lo sconosciuto lord inglese.
Tornato a Parigi, presso il proprio amico Paul D'Arnot, Tarzan scopre la vita mondana della capitale europea e, in ciò, incrocia nuovamente i propri passi sia con i coniugi de Coude che con i loro avversari, sventando nuovamente dei piani orditi a discapito della contessa de Coude, rivelatasi alfine sorella dello stesso Rokoff. Se pur apparentemente sconfitto, Rokoff intuisce l'esistenza di una certa infatuazione in sua sorella per lo sconosciuto Tarzan, sentimento non ricambiato da quest'ultimo che, ciò nonostante, viene abilmente sfruttato al fine di porre l'Uomo Scimmia a confronto con il conte in un duello d'onore. Tarzan affronta la disfida con coraggio e, restando impassibile di fronte ai proiettili del proprio avversario, rinuncia a sparare nel momento in cui sopraggiunge il proprio turno, impegnandosi a spiegare la propria versione. Il conte, sinceramente commosso per il coraggio e la sincerità di Tarzan, lo accoglie come amico e decide i offrirgli una possibilità d'impiego, da questi tanto ricercata. Tarzan entra così alle dipendenze del Ministero della Guerra, come agente segreto in Algeria.

In Algeria, Tarzan si finge un cacciatore americano, allo scopo di poter tenere sotto controllo il tenente Gernois, sospettato di tradimento. Giunto a Sidi Aissa, l'Uomo Scimmia vive nuove disavventure che lo conducono in fuga, nel deserto, in compagnia di una ballerina, rivelatasi successivamente figlia dello sceicco Kadour ben Saden. L'amicizia così ottenuta con lo sceicco e sua figlia, rapita e costretta a esibirsi come ballerina sino alla liberazione per mano di Tarzan, sarà di fondamentale aiuto per l'Uomo Scimmia, il quale, nel proprio compito di sorveglianza sul tenente Gernois, si ritroverà coinvolto nuovamente con Rokoff e Paulvitch, contatti stranieri per il traditore in questione.
Ottenute le prove necessarie a dimostrare il tradimento di Gernois, e a negare i piani di Rokoff e Paulvitch, Tarzan è di nuovo in viaggio verso la Francia quando incontra, per un semplice scherzo del fato, la giovane Hazel Strong, amica d'infanzia di Jane Porter, la quale lo mette al corrente della titubanza dimostrata dalla sua amata a adempiere alla propria promessa di matrimonio. Prima ancora che la notizia possa riaprire una speranza nel cuore dell'Uomo Scimmia, tuttavia, egli viene improvvisamente attaccato da Rokoff e Paulvitch e gettato in mare.
Salvatosi dal destino di morte a cui era stato condannato dai propri nemici, Tarzan si ritrova nuovamente in Africa, ignaro di come anche la sua amata Jane, insieme al cugino e attuale lord Greystoke, ai parenti di lei, nonché alla stessa Hazel Strong e a Rokoff, sotto mentite spoglie, si sono ritrovati a propria volta naufraghi sulle coste africane, a seguito di burrascosi eventi che hanno visto lo yacht di lord Tennington sul quale tutti erano ospitati finire distrutto. In particolare, Jane, William e Rokoff sono costretti a vivere lunghi giorni di agonia, nel mentre in cui Tarzan, ritrovato contatto con il proprio mondo, conquista prima il ruolo di sovrano di una tribù africana, successivamente scopre la città perduta di Opar, con le proprie ricchezze dorate, e, ancora, ritorna a essere signore delle scimmie. Solo in un fuggevole istante i destini di Tarzan e Jane si incrociano in tale periodo, giusto il tempo necessario per permettere a Tarzan di salvare l'amata e il proprio cugino dalle grinfie di un terribile leone, senza, tuttavia, palesare la propria presenza nel ritenere, erroneamente, Jane ancora legata a William, nel mentre in cui, al contrario, il fidanzamento ha già da considerarsi qual rotto. Poco dopo a tali eventi, William si ammala gravemente e Jane viene rapita dalla gente di Opar nel mentre in cui Rokoff, approfittando della situazione, abbandona il proprio agonizzante compagno di sventura per tentare un solitario ritorno alla civiltà.
Fortunatamente un gruppo di scimmie avverte Tarzan del rapimento di Jane e, sfruttando le conoscenze già acquisite nel merito della città di Opar, Tarzan riesce a salvare la propria amata da un destino di morte certa. Tornati all'accampamento di lei, i due trovano William morente: per l'attuale lord di Greystoke non c'è più speranza di sopravvivenza ma, prima di morire, riconosce in Tarzan il proprio parente e rivela, in ciò, di essere stato a conoscenza del suo retaggio sin dal giorno in cui anche questi ne era venuto a conoscenza.
La conclusione della storia vede il gruppo di naufraghi riunirsi ed essere raggiunti da D'Arnot e dalla marina militare, che prende in custodia Rokoff prima che questi possa ancora scappare. E dopo aver sepolto William accanto ai genitori di Tarzan, un doppio matrimonio viene celebrato da un improvvisato Archimedes Q. Potter riscopertosi pastore: il matrimonio fra Tarzan e Jane e il matrimonio fra Hazel e Tennington.

## Edizioni italiane
- Edgar Rice Burroughs, Il ritorno di Tarzan, traduzione di Vittorio Caselli e Bernardino Reynaudo, Le avventure di Tarzan, 2ª ed., Giunti Bemporad Marzocco, 1971,  pp. 320, cap. 26, SBN SBL0442982.
- Edgar Rice Burroughs, Il ritorno di Tarzan, traduzione di Anna Solinas, Corticelli, Mursia, 1991,  p. 224, ISBN 978-88-425-0760-4.

## Film, TV e adattamenti cinematografici
Il romanzo di Burroughs è stato alla base di due diversi film dell'epoca del muto: The Revenge of Tarzan del 1920 e The Adventures of Tarzan del 1921, basati rispettivamente sulla prima e sulla seconda parte del libro. Il primo film ha proposto Gene Pollar nel ruolo dell'Uomo Scimmia, seguito da Elmo Lincoln nel successivo.

## Adattamento a fumetti
Il libro è stato adattato in numerose occasioni in diverse serie a fumetti di Tarzan. Fra gli adattamenti più significativi possono essere ricordati quello della Gold Key Comics nel numero 156, datato novembre 1966 (soggetto di Gaylord DuBois e disegni di Russ Manning); e quello della DC Comics nei numeri 219-223, datati aprile-settembre 1973.

## Copyright
Il copyright per questa storia è scaduto negli Stati Uniti d'America, e per questo è lì di pubblico dominio. Il testo è disponibile attraverso il Progetto Gutenberg.